# Boccardia pseudonatrix
Boccardia pseudonatrix är en ringmaskart som beskrevs av Francis Day 1961. Boccardia pseudonatrix ingår i släktet Boccardia och familjen Spionidae. Inga underarter finns listade i Catalogue of Life.